# Eleição municipal de Sabará em 2016
A eleição municipal de Sabará em 2016 foi realizada em 1 de outubro para eleger um prefeito, um vice-prefeito e 15 vereadores no município de Sabará, no estado brasileiro de Minas Gerais. O prefeito eleito foi Wander Borges, do PSB, com 53,70% dos votos válidos, sendo vitorioso em disputa com o atual mandatário da cidade Diógenes Fantini, do PMDB, que obteve 29,33% dos votos, além de Michel Irrthum, PRB, e Alexandre Felipe Duarte Corrardi, PSOL, que 14,78% e 1,65% dos votos, respectivamente. O vice-prefeito eleito, na chapa de Wander, foi Lucas Silva, da REDE. A decisão, segundo o Tribunal Superior Eleitoral, contou com 90.539 eleitores aptos e 14.710 abstenções, de forma que 16.25% do eleitorado não compareceu às urnas naquele turno.
A eleição em Sabará foi parte das eleições municipais nas unidades federativas do Brasil. Sabará foi um dos 418 municípios vencidos pelo PSB; no Brasil existem 5.570 cidades. Seguindo a Constituição, os candidatos são eleitos para um mandato de quatro anos a se iniciar em 1º de janeiro de 2017. 
A disputa para as 15 vagas na Câmara Municipal de Sabará abrangeu a participação de 326 candidatos. O mais bem votado foi William Lúcio Goddard Borges, do PSB, que recebeu 1.111 votos, equivalente a 1,68% dos votos válidos.

## Antecedentes
Foi vereador em Sabará entre 1993 e 1996. Em 1996, foi eleito prefeito, pelo PMDB, do município com 18.236 votos e um total de 43,90% dos votos válidos, segundo dados do Tribunal Superior Eleitoral de Minas Gerais. Quatro anos depois, foi reeleito, com 94,37% da votação. Foi presidente da Associação dos Municípios da Região Metropolitana de Belo Horizonte, a Granbel. Também foi subsecretário estadual do Trabalho e da Ação Social no primeiro mandato do governador Aécio Neves e presidente do Conselho Estadual de Assistência Social. Nas eleições municipais de 2006, foi eleito Deputado Estadual de Minas Gerais, pelo PSB. Em 2011, foi reeleito, assim como em 2015, quando obteve 67.076 votos, equivalente a 0,64% dos votos válidos.

## Campanha
Dentre as propostas de campanha de Wander Borges, estiveram: a recuperação do trecho da rodovia MGC-262 em Sabará, mais conhecido como curva do "S", recapeamento e duplicação dessa rodovia, que liga o município a Belo Horizonte, modernização de escolas, segurança pública, com o projeto "Segurança com o Olho Vivo" de videomonitoramento, mais acessibilidade a educação para jovens, com o "Poupança Jovem", obras de revitalização que visam beneficiar o meio ambiente e principalmente o Rio Sabará, saúde, com o objetivo de adquirir junto ao Governo do Estado de Minas Gerais mais ambulâncias, a construção de uma novo centro de cirurgia e a implantação de mais de 20 academias ao ar livre.

## Resultados

### Eleição municipal de Sabará em 2016 para Prefeito
A eleição para prefeito contou com 4 candidatos em 2016: Michel Irrthum, do PRB, Alexandre Felipe Duarte Corradi, do PSOL, Wander Borges, do PSB e Diógenes Gonçalves Fantini, do PMDB, que obtiveram, respectivamente, 9.582, 1.067, 35.792 e 18.369 votos. O Tribunal Superior Eleitoral também contabilizou 16.25% de abstenções nesse turno.
| Candidato(a)                           | Vice                              | Coligação                                | Votos recebidos | Percentual |
| -------------------------------------- | --------------------------------- | ---------------------------------------- | --------------- | ---------- |
| Wander Borges (PSB)                    | Lucas Augusto Pereira Silva       | Sabara nas Mãos do Povo                  | 35792           | 55.23%     |
| Diogenes Gonçalves Fantini (PMDB)      | Ricardo Antunes Gomes de Oliveira | Seguindo em Frente, Reconstruíndo Sabará | 18369           | 28.34%     |
| Michel Irrthum (PRB)                   | Jarbas Otavio da Silva            | Coragem para Mudar                       | 9582            | 14.78%     |
| Alexandre Felipe Duarte Corradi (PSOL) | Vanderlin Martins de Paula        | Liberta Sabará                           | 1067            | 1.65%      |

### Eleição municipal de Sabará em 2016 para Vereador
Na decisão para o cargo de vereador na eleição municipal de 2016, foram eleitos 15 vereadores com um total de 66.033 votos válidos. O Tribunal Superior Eleitoral contabilizou 4.379 votos em branco e 5.417 votos nulos. De um total de 90.539 eleitores aptos, 14.710 (16,25%) não compareceram às urnas.
| Nome                                | Partido político                         | Coligação                           | Votos recebidos | Percentual |
| ----------------------------------- | ---------------------------------------- | ----------------------------------- | --------------- | ---------- |
| William Lúcio Goddard Borges        | Partido Verde (PV)                       | Por uma Sabará Melhor               | 1111            | 1.68%      |
| Andre Luiz Soares                   | Partido Socialista Brasileiro (PSB)      | Juntos por uma Sabara Melhor        | 1110            | 1.68%      |
| Josué de Jesus Silva                | Partido Trabalhista Brasileiro (PTB)     | Trabalho, Progresso e Solidariedade | 1086            | 1.64%      |
| Clovis Guerhardt                    | Democracia Cristã (DC)                   | Unidos por Sabara                   | 1076            | 1.63%      |
| Valtair Rodrigues da Silva          | Partido Progressista (PP)                | Trabalho, Progresso e Solidariedade | 1010            | 1.53%      |
| Marcus Aurelio de Oliveira          | Movimento Democrático Brasileiro (MDB)   | Unidos por uma Sabará Melhor        | 979             | 1.48%      |
| Claudio Wladimir de Oliveira        | Movimento Democrático Brasileiro (MDB)   | Unidos por uma Sabará Melhor        | 910             | 1.38%      |
| Josue Mendes                        | Partido Socialista Brasileiro (PSB)      | Juntos por uma Sabara Melhor        | 875             | 1.33%      |
| Guilherme Guimarães Alves           | Partido Republicano Brasileiro (PRB)     | Sabara de Todos                     | 783             | 1.19%      |
| Ricardo da Cruz Lopes               | Partido Republicano Brasileiro (PRB)     | Sabara de Todos                     | 752             | 1.14%      |
| Sidney Eustáquio Ferreira Alexandre | Partido Humanista da Solidariedade (PHS) | Unidos por Sabará                   | 723             | 1.09%      |
| Geraldo Sérgio da Silva             | Partido Humanista da Solidariedade (PHS) | Unidos por Sabará                   | 721             | 1.09%      |
| Reginaldo Ferreira Pinto            | Partido Verde (PV)                       | Por uma Sabará Melhor               | 715             | 1.08%      |
| José Roberto Fernandes              | Partido Socialista Brasileiro (PSB)      | Juntos por uma Sabara Melhor        | 600             | 0.91%      |
| Hellison Lopes do Nascimento        | Partido Trabalhista Cristão (PTC)        | Juntos Somos Mais por Sabará        | 484             | 0.73%      |

## Análise
A vitória de Wander Borges reforçou sua força dentro do cenário eleitoral do estado de Minas Gerais, sobretudo dentro da cidade de Sabará. Durante a cerimônia de posse, no dia 1º de janeiro de 2017, ele iniciou a sua gestão com um discurso otimista. "Vencemos as eleições de outubro e, apesar das dificuldades que encontramos até aqui, a nossa responsabilidade com o povo falará mais alto. Faremos uma gestão de excelência, comprometida com o sabarense."
O prefeito falou ainda dos problemas do município nas áreas de educação, saúde, segurança, infraestrutura e obras, destacando a urgente necessidade de intervenções na cidade. "O nosso esforço será no sentido de garantirmos a melhoria da qualidade de vida da nossa gente, que ficou esquecida nos últimos quatro anos", completou.